# W.
W. (em inglês:  W.) é um filme australo-germano-britano-honcongo-estadunidense de 2008, do gênero drama histórico-biográfico, dirigido por Oliver Stone, baseado na vida e carreira política do presidente George W. Bush.

## Sinopse
O filme se inicia em 2002 com o presidente George W. Bush em reunião com seu secretariado. Em flashbacks, o filme retorna a momentos da vida de Bush, como em 1966 quando fora iniciado em uma fraternidade da Universidade de Yale. Depois, a época em que não se mantinha em nenhum emprego, para decepção do pai, George H. W. Bush, ou quando conheceu Laura Bush e concorreu a uma eleição pela primeira vez, sendo derrotado. Ao mesmo tempo é mostrado seu empenho em levar os Estados Unidos a Invasão do Iraque em 2003.

## Elenco
- Josh Brolin .... George W. Bush
- Elizabeth Banks .... Laura Bush
- Ellen Burstyn .... Barbara Bush
- James Cromwell .... George H. W. Bush
- Richard Dreyfuss .... Dick Cheney
- Jeffrey Wright .... Colin Powell
- Scott Glenn .... Donald Rumsfeld
- Thandie Newton .... Condoleezza Rice
- Toby Jones .... Karl Rove
- Bruce McGill .... George Tenet
- Stacy Keach .... Earle Hudd
- Marley Shelton .... Fran

## Produção
Josh Brolin foi preparado para atuar como George W. Bush telefonando para hotéis, aperfeiçoando o sotaque texano e assistindo horas e horas de vídeo gravados para aperfeiçoar o jeito de andar de Bush.[carece de fontes?] O filme foi gravado em Louisiana.